# ラグビー (オーストラリア)
ラグビー (Rugby) は、オーストラリアのニューサウスウェールズ州にある村。人口は73人（2016年）
州都シドニーから南西に約292km、首都キャンベラから北に約142kmの場所に位置する。ゴウルバーンに近い。
町は密集した雑木林の地域に建てられており、メリノ種の羊の牧畜で知られている。雑貨店や郵便局はつぎつぎに廃業しているが、123年以上前に設置された学校は現在でも教育が行われている。